# أديخي
بلدية أديخي (بالإسبانية: Adeje) هي بلدية تقع في مقاطعة سانتا كروث دي تينيريفه التابعة لمنطقة جزر الكناري جنوب غرب إسبانيا.

## الديموغرافيا
بلغ عدد سكان بلدية أديخي 45.134 نسمة عام 2011 (وفقاً للمعهد الوطني للإحصاء الإسباني).
| 14.029 | 13.605 | 25.341 | 33.722 | 38.245 | 43.204 | 45.134 |

## توأمة
لأديخي اتفاقيات توأمة مع كل من:
- بطرنة
- بيشوفسهوفن
- اونترهآخينغ
- كاراكاس
- كريمونا
- سانتا أوتشيا دي ريبيرا
- تياس